# Колумбийская энциклопедия
Колумбийская энциклопедия (англ. Columbia Encyclopedia) — однотомная (изначально) энциклопедия, впервые выпущенная издательством Колумбийского университета в 1935 году и до сих пор связанная с Колумбийским университетом; в дальнейшем права на издание были проданы Gale Group.

## История
Предварительная работа над Колумбийской энциклопедией была проведена Кларком Фишером Ансли в 1920-х годах. Первое издание, объёмом чуть менее 2000 страниц, вышло в 1935 году в сотрудничестве с издательством Collier.
В дальнейшем энциклопедии претерпела крупные изменения в 1950 и 1963 годах.
Пятое издание вышло в 1975 году и насчитывало 50 000 статей, а также содержало множество карт и иллюстраций. Треть статей касалась терминов из области географии, более половины статей были биографиями, в основном политиков.

## Современное состояние
Издателем шестого, двухтомного, издания, напечатанного в 2000 году, стал Пол Лагассе. В нём около 6,5 миллионов слов и около 51 000 статей из всех областей знаний на более чем 3000 страницах, в том числе — почти 1300 новых статей и более 80 000 перекрёстных ссылок по сравнению с предварительным изданием. В предисловии к этому изданию говорится, что Колумбийская энциклопедия не была создана как всеобъемлющая работа, она понимается как своего рода «первая помощь» при поиске.
Это издание стало свободно доступным как «Колумбийская электронная энциклопедия» на нескольких порталах в интернете (где, в дальнейшем, дополнялась другими источниками). Выходные данные различаются от веб-страницы к веб-странице с точки зрения интерфейсов управления. Цифровой вариант в настоящее время содержит почти 52 000 ключевых слов и более 84 000 перекрёстных ссылок. Контент обновляется ежеквартально.
Помимо основного издания, есть сокращённая редакция, которая вышла под названием «Краткая колумбийская энциклопедия». Она содержит треть объёма полного издания.